# Wilmington, New York

Wilmington är en kommun (town) i Essex County i delstaten New York i USA. Invånarantalet uppmättes år 2000 till 1 131. Den är namngiven efter Wilmington i Delaware.

## Historia
Området bosattes första gången runt 1812.
Kommunen bildades 1821 från kommunen Jay. Vid den tiden kallades kommunen "Dansville." 1822 ändrades namnet av en bosättare från Delaware, till "Wilmington" för att undvika förväxling med ett annat Dansville i samma delstat. 1848 bildade St. Armand en egen kommun.
I början av 1900-talet började turismen som näring utvecklas.
"Santa's Workshop" ("Jultomtens verkstad"), en av USA:s första temaparker för barn, är belägen nära samhället North Pole. Utför Whiteface Mountain (4 870 feet) åkte de alpina skidåkarna vid olympiska vinterspelen 1980.